# Rotunde St. Longinus

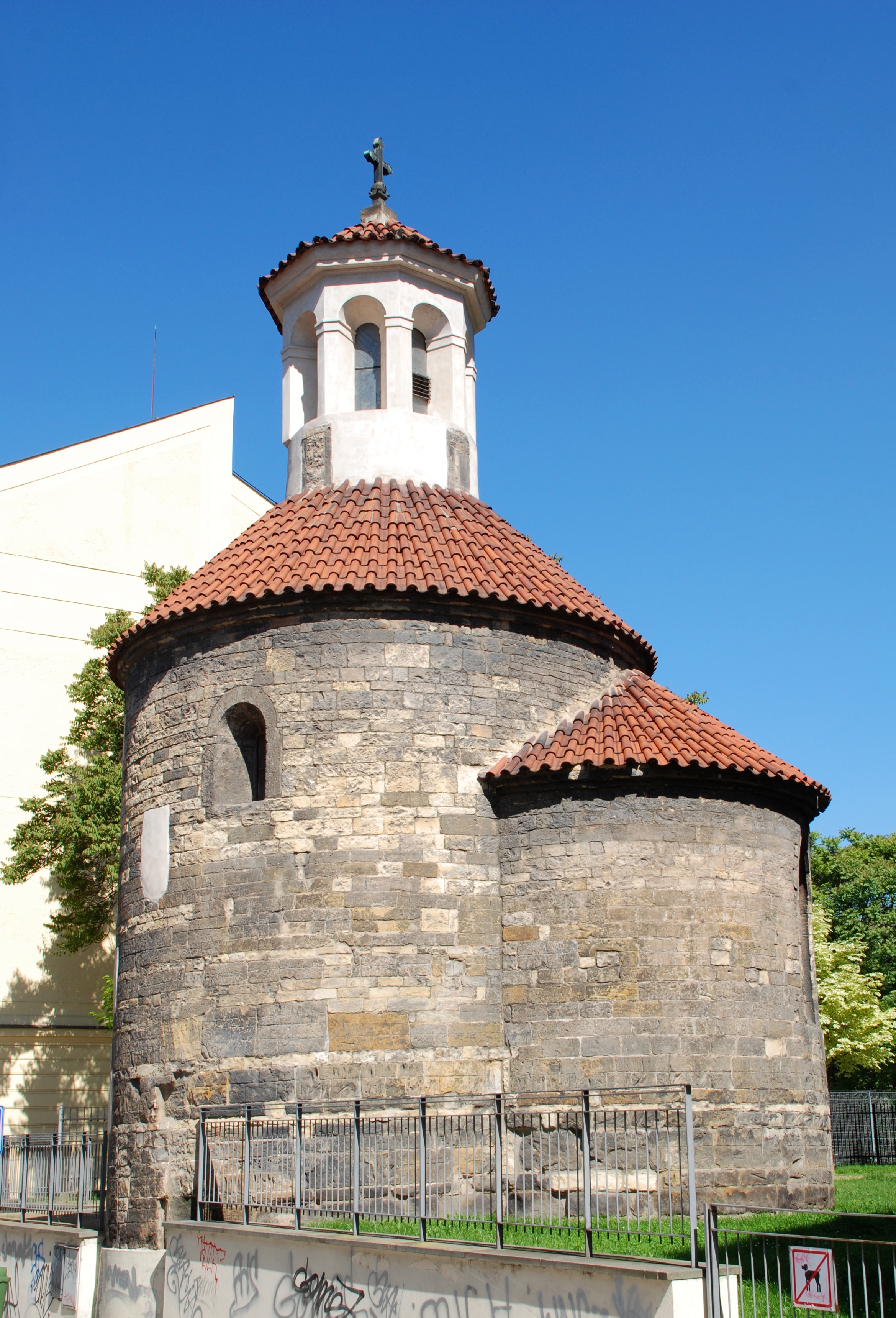
Die Longinusrotunde in der Prager Neustadt

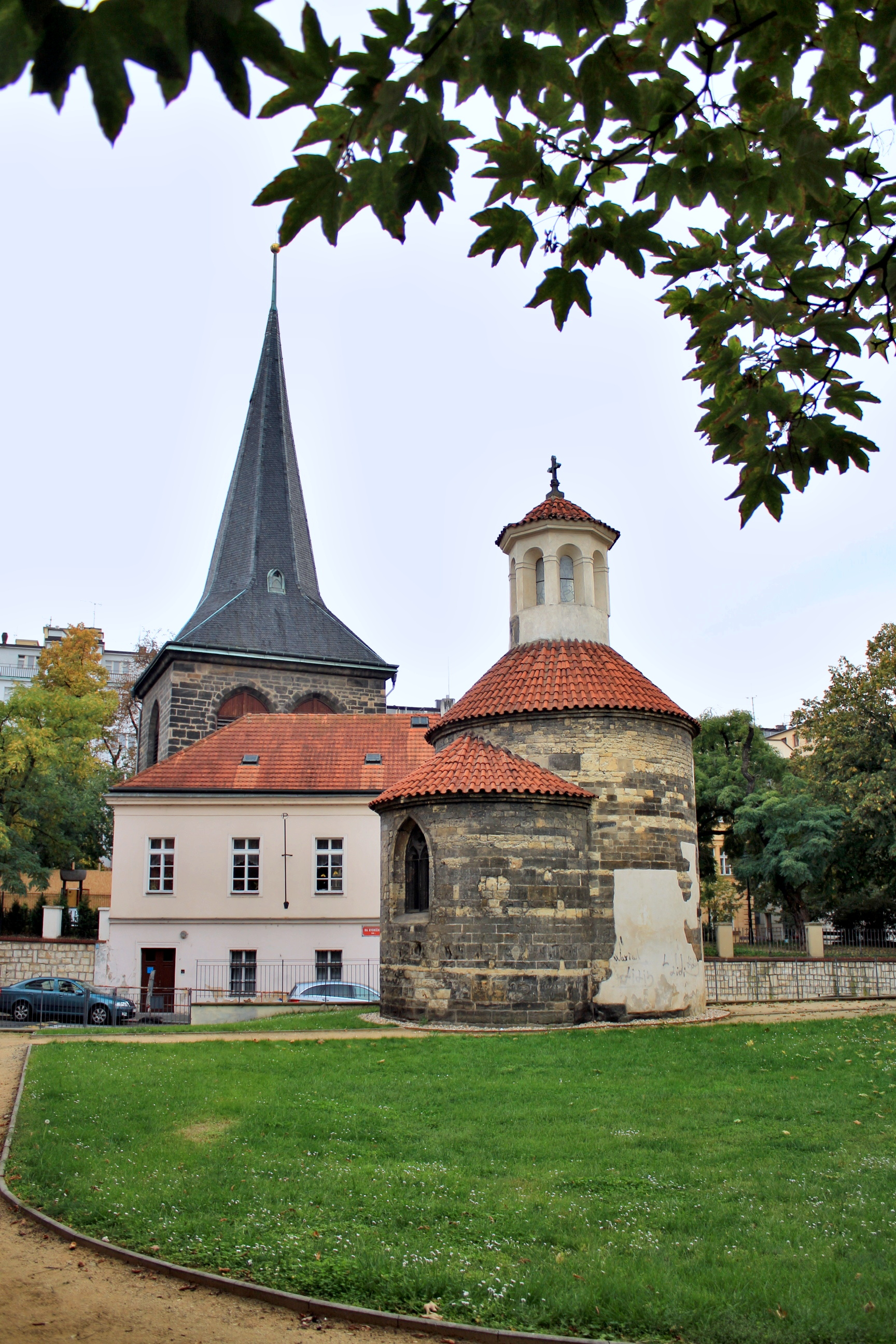
Longinusrotunde, dahinter freistehender Glockenturm

Die Rotunde St. Longinus (tschechisch Rotunda sv. Longina) ist ein romanisches Kirchengebäude aus dem 12. Jahrhundert in der tschechischen Hauptstadt Prag in unmittelbarer Nachbarschaft zur Stephanskirche. Sie stellt heute den ältesten erhaltenen Bau der Prager Neustadt dar.

## Geschichte
Die ursprünglich dem heiligen Stephanus geweihte Rotunde wurde Anfang des 12. Jahrhunderts erbaut. Sie diente der 933 erstmals erwähnten Siedlung Rybníček als Pfarrkirche. Am 13. Februar 1257 bestätigte der Prager Bischof Nikolaus von Újezd dem Orden der Kreuzherren mit dem Roten Stern das Pfarrrecht von St. Stephan in Rybníček. Nach der Gründung der Prager Neustadt 1348 gab König Karl IV. den Bau einer neuen Pfarrkirche in Auftrag. Die Grenzen des neuen Pfarrbezirkes wurden am 28. Februar 1351 amtlich festgelegt.
Die erzbischöfliche Urkunde vom 16. März 1351 erwähnt die Stephanskirche in Rybníček als eine „in längst vergangenen Zeiten“ erbaute Kirche. Daher kann der Bau der benachbarten gotischen Basilika erst nach 1351 erfolgt sein. Ihr ursprüngliches Stephanspatrozinium ging auf die neue Kirche über, und die Rotunde wurde dem heiligen Longinus geweiht. Wohl in diesem Zusammenhang erhielt die Rotunde ein gotisches Maßwerkfenster. In der unmittelbaren Umgebung der Rotunde entstand ein großflächiger Friedhof, der auch den angrenzenden Pfarreien als Begräbnisstätte diente. Die Rotunde wurde zur Friedhofskapelle umfunktioniert. Neben ihr entstand ein hölzerner Glockenturm, der Anfang des 17. Jahrhunderts durch einen steinernen Turm ersetzt worden ist.
Im 17. und 18. Jahrhundert wurde die Rotunde im Barockstil umgestaltet. Dabei erhielt sie ein Langhaus und auf dem Dach im Vergleich mit ähnlichen Rotunden eine übergroße Laterne. Der böhmische Landesherr, Kaiser Joseph II., verbot 1782/84 Beerdigungen innerhalb der Stadtmauern, auch bei St. Stephan. Der Friedhof wurde in Folge aufgelöst und die Rotunde profaniert. Nachdem sie zeitweise als Lagerhaus diente, wurde sie 1844 konsekriert. Für den Bau einer neuen Straße sollte der Bau weichen, was durch Proteste verhindert werden konnte. Das Langhaus wurde bei der Restaurierung 1929 abgerissen. Heute wird die Rotunde vom Lazarus-Orden und der griechisch-katholischen Kirche genutzt. 2000 erfolgte eine Restaurierung.

## Ausstattung
Im Inneren befindet sich ein Barockaltar aus dem Jahr 1762.